# Jimmy Dijk
Jimmy Dijk (ur. 3 listopada 1985 w Oldenzĳl) – holenderski polityk i samorządowiec, deputowany do Tweede Kamer, od 2023 lider Partii Socjalistycznej.

## Życiorys
Studiował socjologię na Uniwersytecie w Groningen. Pracował w fabryce tektury w miejscowości Hoogkerk. Zaangażował się w działalność polityczną w ramach Partii Socjalistycznej. W 2010 został radnym miejskim w Groningen, a w 2013 stanął na czele frakcji radnych. W kwietniu 2023 objął mandat posła do niższej izby Stanów Generalnych. Utrzymał go w wyniku przedterminowych wyborów w listopadzie tego samego roku. W grudniu 2023 zastąpił Lilian Marijnissen na funkcji przewodniczącego frakcji socjalistów, stając się tym samym nowym liderem politycznym partii.